# Dietersheim
Dietersheim è un comune tedesco di 2 182 abitanti, situato nel land della Baviera.